# نصرت الأمين
السيدة نصرت الأمين (أصفهان 1308هـ - أصفهان 1423هـ)، من أسرة ثرية وذات مناصب سياسية، عالمة مجتهدة فقهية ومحدثة شيعية إيرانية من أعلام القرن الرابع عشر الهجري، أخذت إجازتها من عدة علماء أبرزهم: الشيخ عبد الكريم الحائري مؤسس حوزة قم الحديثة، كما قامت بإعطاء إجازة في الرواية لعدة علماء من بينهم السيد شهاب الدين المرعشي النجفي. من مؤلفاتها الأربعين الهاشمية، توفيت في مدينة اصفهان.

## اسمها ونسبها
نصرت بيگم بنت محمد علي بن حسن التاجر المعروف بـ (ماكو ساق)بن محمد بن مير معصوم بن عبد الحسين الخاتون آبادي الإصفهاني المعروفة بالعلوية الأمينية.ولدت سنة 1308هـ الموافق إلى 20 حزيران 1895م في مدينة أصفهان. وكان والدها من كبار تجار أصفهان وقد عُرف بـ (أمين التجار)، والدتها بنت الحاج مهدي، الملقب بجناب.فهي من عائلة السادة الخاتون الآبادية، من العوائل المعروفة في الجمهورية الإسلامية الإيرانية بالثروة وعلمائها وذوي المناصب السياسية.

## نشأتها
بدأت بتعلم القرآن الكريم وهي في الرابعة من عمرها، ثم بدأت بدراسة المبادي والمقدمات، وبعد إتمامها لدراسة السطوح في الحوزة العلمية عند علماء عصرها، بدأت بدراسة الفقه والأصول والعلوم العقلية، إلى أن وصلت إلى مرحلة تؤهلها لإستنباط الأحكام الشرعية حيث امتحنها فقهاء عصرها بأسئلة كتبية فأثبتت قدرتها العلمية بأجوبتها القوية عليها، وبهذا صرحوا العلماء ببلوغها درجة الاجتهاد.و كانت جميع دراستها في بيتها، حيث كانت تضع ستاراً بينها وبين اساتذتها وتستمع لدرس من خلف الستار.
بعد ذلك مارسة تدريس الفقه والاصول وتربية الطالبات الحوزويات في بيتها في أصفهان.و قد اشتهرت في إيران والمراكز العلمية، فكانت لها علاقات بالعلماء والفقهاء، فكانوا يأتون إلى بيتها لأجل أن يتباحثوا معها في العلوم الإسلامية، وكذلك مراسلتها للإستفسار عن رأيها في بعض الأحام الشرعية، منهم محمد حسين الطباطبائي صاحب الميزان في تفسير القرآن، والفيلسوف م‍ح‍م‍د ت‍ق‍ي ال‍ج‍ع‍ف‍ري، والشيخ عبد الحسين الأميني.
تزوجت في سن الخامسة عشر بابن عمها ميرزا آقا أمين التجار والذي كان يُلقب بمعين التجار لکونه من التجار المعروفین فی اصفهان.

## أساتذتها ومشايخها
تتلمذت على يد علماء أصفهان، وقد شهد لها مراجع التقليد في مدينتي النجف وقم باجتهادها، واجازها العديد من العلماء في الرواية عنه، وهم:
1. إبراهيم الحسيني الشيرازي الاصطهباناتي، منحها إجازة الاجتهاد والرواية 1354هـ.
2. أبو الحسن الموسوي الأصفهاني.
3. أبو القاسم الدهكردي.
4. حسين نظام الدين الكجوئي.
5. شهاب الدين المرعشي النجفي.
6. عبد الكريم الحائري اليزدي.
7. الميرزا علي أصغر الشريف.
8. مرتضى المظاهري الأصفهاني.
9. محمد النجف آبادي
10. محمد كاظم الشيرازي، الذي منحها إجازة الاجتهاد والرواية عنه سنة 1354هـ.
11. محمد رضا أبو المجد الأصفهاني.
12. علي اليزدي، المعروف بالحاج آخوند الزفرة أي.
13. علي النجف آبادي الاصفهاني.

## تلامذتها والراوون عنها
1. افتخار أمين.
2. زهير الحسون، الذي منحته إجازة الرواية عنها.
3. زينة السادات همايوني.
4. شهاب الدين المرعشي النجفي، الذي منحته إجازة الرواية عنها.
5. عباس الكاشاني
6. عبد الحسين الأميني.
7. عبد الله السبيتي.
8. فخر السادات الأبطحي.
9. محمد علي الروضاني
10. محمد علي القاضي التبريزي.

## مؤلفاتها
1. ترجمة اخلاق ابن مسكويه وراه سعادة البشر.
2. الأربعين الهاشمية (شرح لأربعين حديثاً) عربي.
3. اقتباس وترجمة تهذيب الأخلاق وتطهير الأعراق لابن مسكويه.
4. حاشية الأسفار (مخطوط).
5. حاشية فرائد الأصول (مخطوط).
6. حاشية المكاسب للشيخ الأنصاري (مخطوط).
7. النفحات الرحمانية في الواردات القلبية (عربي).
8. معاد يا آخرين سير بشر.[2]
9. مخزن اللئالي في مناقب مولى الموالي أمير المؤمنين عليه السلام.
10. مخزن العرفان في تفسير القرآن المجيد.
11. سير وسلوك در روش أولياء وطريق سير سعداء.
12. روش خوشبختي وتوصية بخواهران إيماني (فارسي)(منهاج السعادة ووصايا للنساء المؤمنات).

## أقوال العلماء فيها
- قال شهاب الدين المرعشي النجفي عنها في كتابه الإجازة الكبيرة:«العالمة الجليلة المحدثة المتكلمة الفقهية الاصولية و الحكيمة ذات مؤلفات كثيرة» .[3]
- كذلك قال عنها في كتابه المسلسلات في الإجازات:«هذه المرأة الجليلة تعدُّ من نوابغ عصرنا و أغاليظ الدهر، ألفيتها عالمة متبحرة في العقليات و السمعيات... و أمر هذه الشريفة مما يقضي منه العجب في هذا العصر، فهي فريدة العصور و نادرة الدهور، حجة على نساء العصر، و آية لبارئ الدهر، و الغريب في أمرها مع قيامها بأمر الزوجية و إدارة المنزل و تربية الأطفال، نالت هذه المراتب السامية العالية.»
- ناصر مكارم الشيرازي، صاحب تفسير الأمثل، يقول فيها:«إن من يقرأ تفسير السيدة امين يمكن له معرفة السعة العلمية لديها و ليس فقط في فن التفسير بل في مختلف العلوم الإسلامية.»
- الفيلسوف م‍ح‍م‍د ت‍ق‍ي ال‍ج‍ع‍ف‍ري يقول فيها:«من خلال مطالعة كتب و مؤلفات السيدة امين التي حصلنا عيها يمكن القول و بشكل قاطع أنها من العلماء البارزين في عالم التشيع و منهجها العلمي يوازي في دقته مناهج سائر العلماء الكبار، بل إنها و لكونها حصلت على مقامات روحية عالية فإنها تعتبر من بين ابرز  العلماء الذين نالوا مقامات روحية عالية اضافة لاحاطتهم بالجانب العلمي.»
- الحائري الشيرازي:«كانت تتميز باعتمادها على الاستدلال العقلي و في نفس الوقت كانت  كانت من اهل الالهامات القلبية و لاشراقات.»
- يقول فاطمي نيا فيها:«كانت المرحومة المجتهدة العلوية السيدة امين خاتمة و خلاصة النساء الفاضلات في التاريخ في طبقة غير المعصومين» .[4]

## الخدمات والمشاريع
1. تأسيس مدرسة متوسطة للإناث عام 1965م.
2. تأسيس معهد فاطمة الزهراء عام 1965م. وكان هذا المعهد يدرس الفقه والأصول والحكمة والعرفان والفلسفة والأخلاق.
3. تدريس العلوم الدينية والتفسير في مركز التبليغ والتعليم الديني وإلقاء دروس أسبوعية.

## وفاتها
توفيت نصرت الأمين بمدينة أصفهان في شهر رمضان سنة 1403هـ ولها من العمر تسعين عاماً، دفنت بجبّانة تخت فولاد، وبّني لها مزار.

## انظر ايضاً
- المرأة الإيرانية
- اجتهاد (إسلام)
- شهاب الدين المرعشي النجفي
- عبد الكريم الحائري اليزدي

## وصلات خارجية
- الهاشمية